# Aurelia Henry Reinhardt
Aurelia Isabel Henry Reinhardt (San Francisco, California 1877-1948) fue una educadora, activista, miembro destacada y líder estadounidense de numerosas organizaciones. 

## Biografía
Henry Reinhardt era la segunda de seis hijos, hija de Mary y William Warner Henry, un comerciante mayorista, propietario de tierras y hombre de negocios. : 563  Pasó parte de su infancia en San Jacinto y Escondido, California. Después de graduarse de Boys High School en San Francisco en 1888 completó sus estudios de pregrado en la Universidad de California en Berkeley, con una licenciatura con especialización en literatura inglesa en 1898. Su tesis doctoral la hizo en Yale y estudió como miembro investigador en Oxford. Mientras asistía a la Universidad de California, junto con sus hermanas, trabajó en una pensión en Berkeley que dirigía su madre. Más tarde Henry  enseñó elocución y cultura física en la Universidad de Idaho desde 1898 hasta 1901. En 1905 completó su doctorado en literatura en Yale con una tesis doctoral sobre Epicoene, or the Silent Woman de Ben Jonson.   
En 1908, su hermano Paul enfermó y dejó su puesto de maestra para cuidarlo en Arizona, hasta su muerte en 1909. Mientras estuvo allí, conoció y comenzó una relación con el médico de Paul, George F. Reinhardt, profesor de higiene, fundador y director del servicio de salud estudiantil en la Universidad de California, Berkeley, y miembro de la Junta de Examinadores Médicos de California. Los dos se casaron en 1909, en una ceremonia en la Iglesia Unitaria Universalista de Berkeley. Más tarde murió inesperadamente en 1914, después de una "operación por una aflicción menor" y cuatro días de enfermedad. Tuvieron dos hijos, a quienes Henry Reinhardt cuidó sola después de la muerte de su esposo. : 564 
A lo largo de su vida, Reinhardt se puso del lado de aquellos individuos que no tenían recursos, que carecían de un apoyo adecuado o que de alguna otra forma habían sido marginados por la sociedad". : 564 También ha sido descrita como una ávida amante de la naturaleza y ha abogado de diversas formas por los esfuerzos de preservación del medio ambiente y contra el desarrollo desenfrenado e imprudente.  : 564 

## Trayectoria
En 1914 Reinhardt se convirtió en profesora de inglés en la División de Extensión de la Universidad de California. Fue miembro del Town and Gown Club de Berkeley, Prytancan and English Club de la Universidad de California, Phi Beta Kappa, Dante Society of America y Concordance Society of America. Enseño en la Universidad de Idaho, en la Escuela Normal Estatal de Lewiston, y con la División de Extensión de la Universidad de California, A partir de 1903, se tomó un año libre para revisar su disertación para su publicación y, finalmente, se convirtió en jefa del Departamento de Inglés. Viajó al extranjero como receptora de una beca de la Association of Collegiate Alumnae Fellowship, estudió como becaria en la Universidad de Oxford, viajó por Italia y publicó una traducción al inglés de De Monarchia de Dante Alighieri. Luego regresó a enseñar en Idaho por otros tres años.  
En 1916 después de dos años de enseñanza, fue nombrada presidenta del entonces Mills College en Oakland, California, en ese momento la única universidad para mujeres en la costa oeste y la segunda universidad para mujeres más antigua del país. Reinhardt sucedió a la presidenta en funciones Hettie Belle Ege, quien permaneció en la facultad de Mills hasta 1930.  
Elegida presidenta de Mills College ocupó el cargo hasta 1943, lo que la convirtió en la presidenta con más años de servicio en la historia de la escuela de la Universidad de California. Al llegar con sus dos hijos pequeños, se dice que Reinhardt comentó que ella era "la primera presidenta de la universidad que llegó al campus empujando un cochecito de niño ". Durante su mandato, construyó 17 edificios adicionales (que aumentaron de 11 a 28 en total), aumentó la matrícula tres veces en 15 años, y "ganó el favor nacional, incluso mundial", incluida la admisión a la Asociación de Universidades Estadounidenses. y Universidades en 1917.
Reinhardt participó activamente en organizaciones locales, nacionales e internacionales, dando conferencias y escribiendo sobre temas como la cooperación internacional, el sufragio y los derechos de la mujer. Escribió y habló extensamente en los EE. UU. Y Europa, a una variedad de grupos sociales, políticos y empresariales, sobre temas que incluyen la educación de la mujer, el sufragio femenino, la paz mundial y la cooperación internacional. En total, fue miembro de más de una docena de organizaciones pacifistas a lo largo de su carrera. : 564 
Reinhardt como activista por la paz durante la Primera Guerra Mundial, miembro activa del Partido Republicano apoyó la ratificación del Tratado de Versalles, así como la formación de la Liga de Naciones. Reinhardt trabajó como defensora de la paz mundial. Apoyó la propuesta del presidente demócrata Woodrow Wilson de crear la Liga de las Naciones, a pesar de que ella misma participaba activamente en el Partido Republicano. : 564 Viajó como delegada a Tokio para la reunión del Instituto de Relaciones del Pacífico, y en 1920 a Washington, D.C, para entregar una petición de 30 000 firmas de californianos instando a la ratificación del Tratado de Versalles para poner fin a la guerra.
  

En 1919 trabajó en la Cámara de Comercio de Oakland como presidenta del Comité de Planificación de la Ciudad, y fue invitada regularmente a hablar en una variedad de organizaciones, como la Asociación de Muebles Minoristas de California, la Asociación de Trabajadores de Western Fruit, la Cámara de San Francisco de Commerce y el Club de Publicidad de Los Ángeles. 

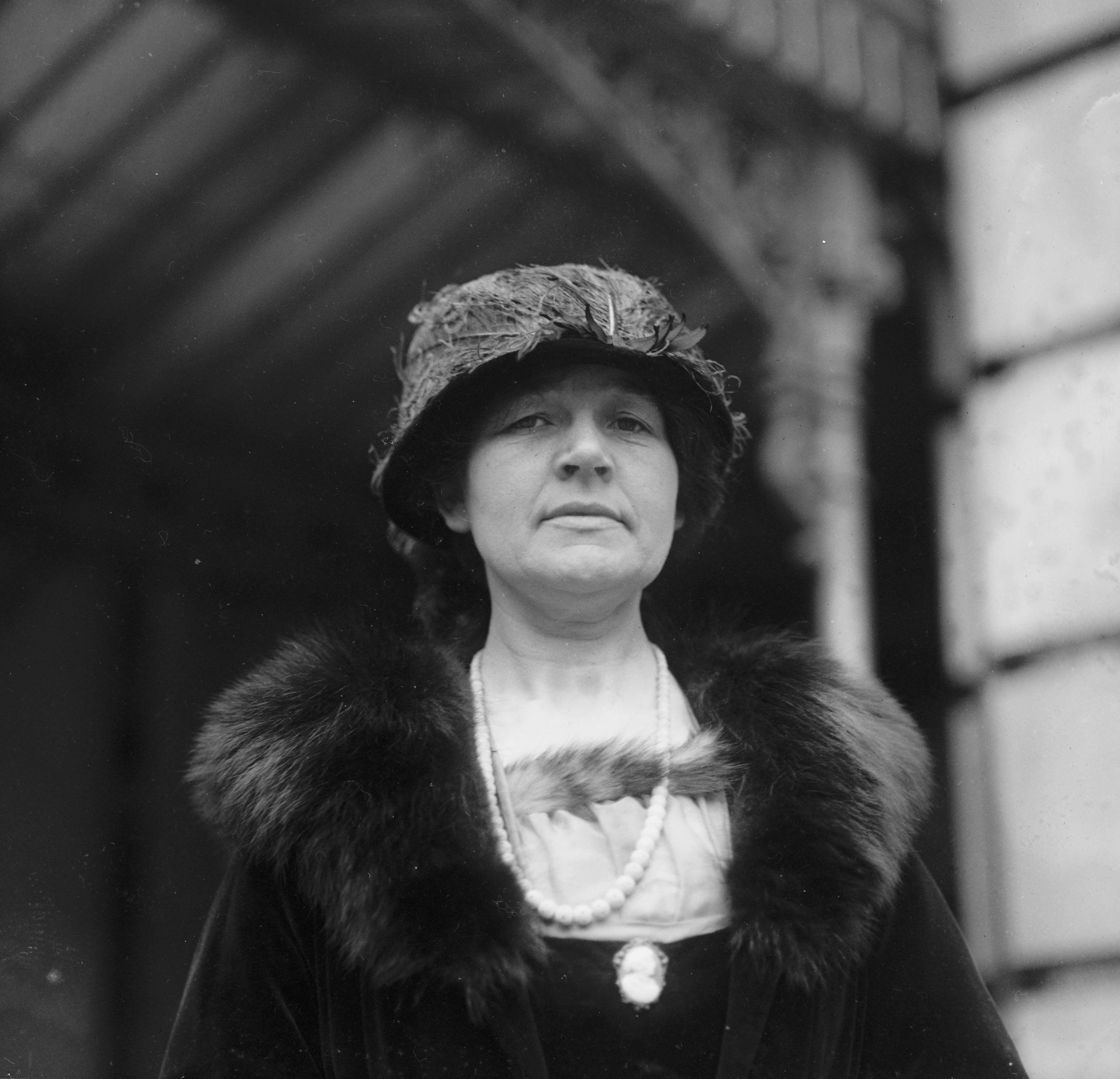
Reinhardt, c. 1919

En 1922 Reinhardt viajó nuevamente a Oxford y luego a Francia como representante de la Asociación Americana de Mujeres Universitarias . Primero como vicepresidenta y luego, en 1923, como presidenta de la Asociación, cargo que ocupó hasta 1927, lo que ayudó a fortalecer esa organización de manera significativa.
En 1928 fue electora republicana de California y se opuso al New Deal de Franklin D. Roosevelt. Continuó su trabajo con la Asociación de Mujeres Universitarias en la década de 1930, como presidenta de su Comité de Relaciones Internacionales de 1927 a 1933, también ocupó la presidencia de la Federación General de Clubes de Mujeres en su Departamento de Educación de 1928 a 1930. : 564 
Asimismo, durante las elecciones presidenciales de 1936, viajó como delegada a la Convención Nacional Republicana. En 1929 viajó de nuevo a Japón en interés del Instituto de Relaciones del Pacífico, esta vez reuniéndose en Kioto.
Entre 1940 y 1942 fue la primera moderadora, de hecho la primera mujer moderadora, de la Asociación Unitaria Estadounidense según informes de noticias contemporáneos fue la primera vez que una iglesia grande en la nación había sido representada por una mujer. Reinhardt sirvió brevemente como ministro en la Primera Iglesia Unitaria de Oakland y pronunció la Conferencia Ware en la reunión de mayo de 1932 de la Asociación Unitaria Estadounidense.  : 265  : 228  Fue la única mujer miembro de la Comisión Unitaria de Evaluación, encargada de "estudiar la iglesia y encontrar nuevas direcciones para su revitalización".
Como la única mujer miembro de la Comisión Unitaria de Evaluación, pronunció la Conferencia Ware en 1932. 
También durante una década estuvo en la junta directiva de la Escuela Starr King para el Ministerio  y fue brevemente ministra en Oakland, California. Directora de la Escuela Starr King para el Ministerio y delegada en la reunión inaugural de las Naciones Unidas en 1945. 
Tras su jubilación en 1943, viajó por América Latina, Europa y finalmente Rusia antes de regresar a California.antes de regresar a California, donde murió el 28 de enero de 1948 debido a problemas cardíacos. En 1945 Reinhardt fue delegada a la reunión inaugural de las Naciones Unidas en San Francisco y habló ante numerosos grupos en todo el país, defendiendo el valor de organizaciones como la UNESCO. : 564 Defensora de los marginados y desposeídos durante toda su vida, recibió títulos honoríficos de varias instituciones educativas y ha sido conmemorada mediante el establecimiento de una sociedad, una beca, un edificio universitario y una cátedra que lleva su nombre. Fue nombrada a nivel nacional como "una de las diez mujeres destacadas de 1940" y honrada como la Madre del Estado de California en 1946.
Murió el 28 de enero de 1948 en Palo Alto,California, por problemas cardíacos. Sus cenizas están enterradas en el Columbario de Oakland. : 563 

## Premios y reconocimientos

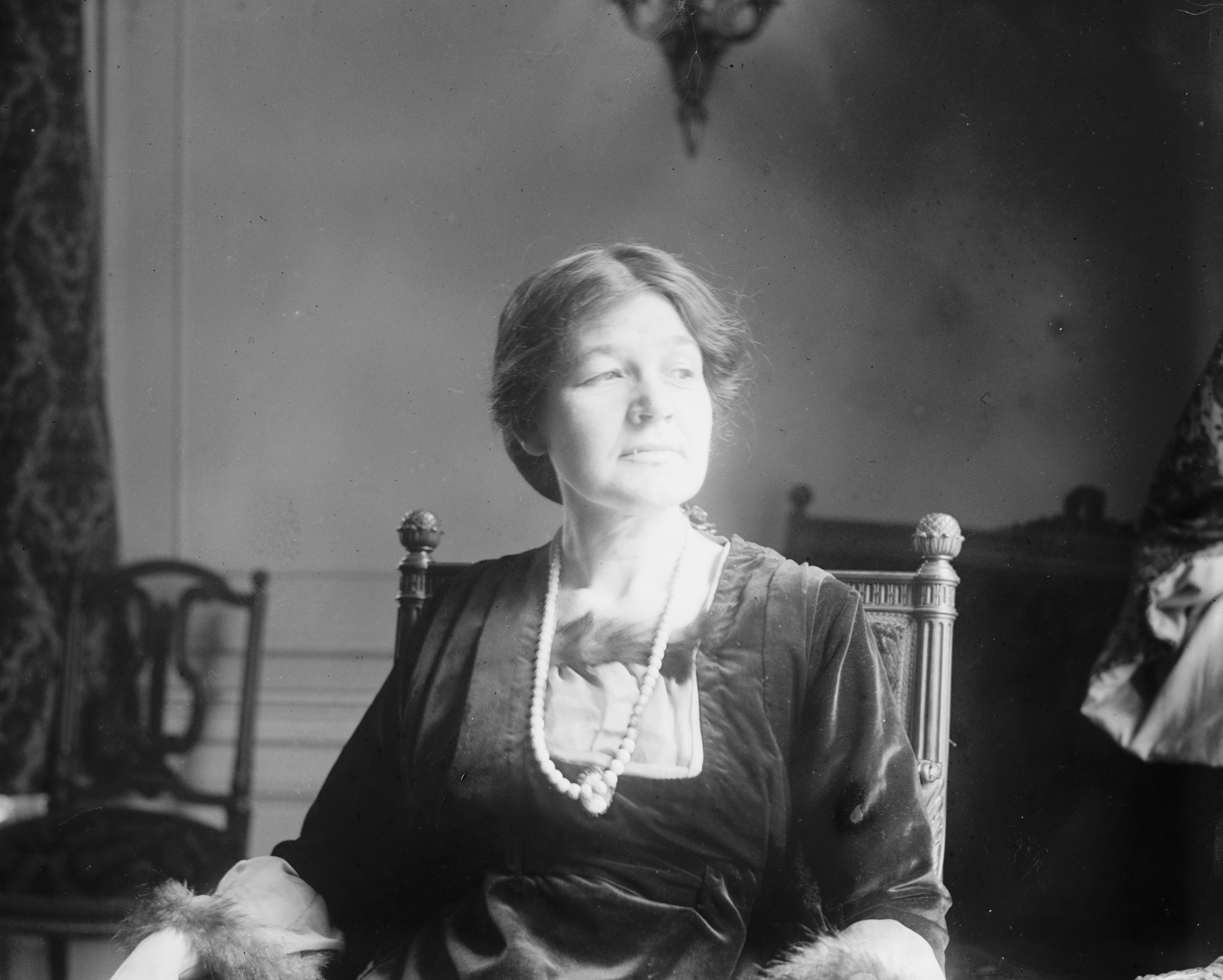
Reinhardt En académico regalia de una 1922 publicación

- Reinhardt recibió varios títulos honoríficos, incluidos los de la Universidad de California (1919), la Universidad del Sur de California (1924), Colegio de Colorado (1931), Williams College (1937), Universidad de Mount Holyoke (1937), Oberlin College (1937)[6]

- El Mills College alberga la sociedad homónima Aurelia Henry Reinhardt Society, que reconoce a aquellos que apoyan financieramente a la universidad a través de un legado u otra donación caritativa, así como el Aurelia Henry Reinhardt Faculty Purse, otorgado a personas mayores para apoyar estudios de posgrado.   El campus de la escuela también incluye la Casa de exalumnas Aurelia Henry Reinhardt, diseñada por el arquitecto Clarence WW Mayhew y construida en 1949.

- En 1940 la Beca Aurelia Henry Reinhardt se estableció  con la recaudación de fondos de la sección del Pacífico Sur de la Asociación Estadounidense de Mujeres Universitarias y se ofrece anualmente a distinguidas académicas.

- Los archivos de Mills College albergan la Colección Reinhardt, una compilación de textos relacionados con "las mujeres, con una fuerza en el sufragio femenino, el control de la natalidad y los problemas sociales",[20] y la escuela también incluye a la estudiantil Aurelia Reinhardt Historical Society, establecido para "inspirar una apreciación de la historia de la comunidad de Mills".[21]

- En 1940 Reinhardt fue nombrada una de las diez mujeres destacadas de 1940 por la publicación American Women. [6]
- En 1946 también fue seleccionada como Madre del Estado de California por el Comité de Madres Estadounidenses de la Golden Rule Foundation.[22]
- En 1981 la Escuela Starr King para el Ministerio introdujo la Cátedra Aurelia Henry Reinhardt, con el fin de asegurar una perspectiva feminista en la facultad.[23]
- En 2019, el Parque Regional Redwood en el Área de la Bahía de San Francisco pasó a llamarse Parque Regional Dr. Aurelia Reinhardt Redwood en honor a sus esfuerzos por ayudar a establecer el Distrito de Parques Regionales de East Bay.

## Publicaciones
- Henry Reinhardt, Aurelia (1929). «Colleges for Women and Education for Peace». Proceedings of the Institute of International Relations 4: 222.
- Henry Reinhardt, Aurelia (13 de julio de 2012). De Monarchia of Dante Aligheri (translation). Houghton Mifflin Harcourt. ISBN 978-1478240297. OCLC 982936819. Consultado el 2 de julio de 2018.
- Jonson, Ben (1906).  Henry Reinhardt, Aurelia, ed. Epicoene, or the Silent Woman. OCLC 257568261.
- Henry Reinhardt, Aurelia (1921). «Education of the Women of the United States». International Education Association: Addresses and Proceedings 59: 65-74. Consultado el 2 de julio de 2018.
- Henry Reinhardt, Aurelia (1935). The Garden Club of America's Redwood Grove. Eucalyptus Press. OCLC 9025272. Consultado el 2 de julio de 2018.
- Henry Reinhardt, Aurelia (July 1936). «Looking Toward Tomorrow». American Journal of Nursing 36 (7): 673-676. OCLC 7351253059.
- Henry Reinhardt, Aurelia (1946). «What Price Peace?». The San Francisco Conference and the United Nations: Proceedings of the Institute of World Affairs (University of Southern California) 21: 131-139.
- Henry Reinhardt, Aurelia (1936). Worship: Its Fundamental Place in Liberal Religion. Unitarian Association. pp. 70-79.